# Rainbow Tours (Polen)
Rainbow Tours S.A. ist ein polnisches Unternehmen mit Sitz in Łódź, das in der Tourismusindustrie tätig ist. Das Unternehmen bietet Stadtrundfahrten, Langstrecken-Flugreisen, Pauschalreisen, Last-Minute- und Last-Second-Reisen zu verschiedenen Zielen weltweit. Es verfügt über 77 Niederlassungen in ganz Polen. Sie hat Tochtergesellschaften in der Türkei, Griechenland, Tschechien, Spanien und Litauen. Der größte Teil des Umsatzes wird in Polen generiert. Rainbow Tours ist der drittgrößte Reiseveranstalter in Polen nach der privatrechtlich organisierten Itaka und der börsennotierten TUI.
Rainbow ist Mitglied der Polnischen Tourismuskammer und einer der Gründer des Polnischen Verbandes der Reiseveranstalter.

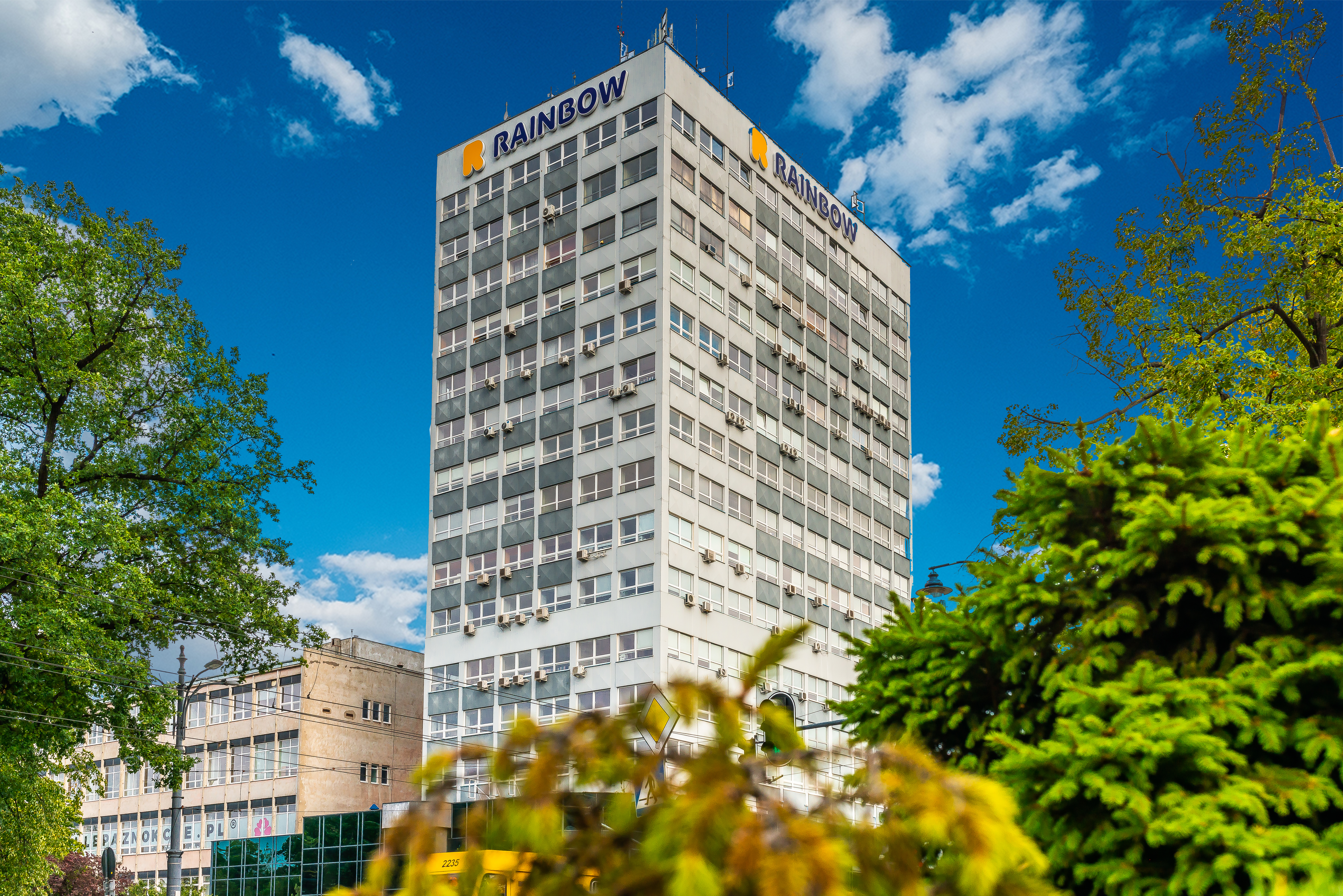
Rainbow Tours Zentrale in Łódź

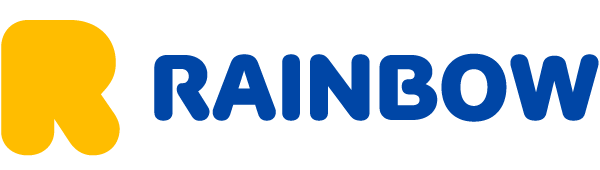
Logo Rainbow Tours

In Griechenland besitzt sie die Hotelgesellschaft White Olive Hotels, die dort nur Hotels in der 4- und 5 Sterne Kategorie unterhält.
Rainbow Tours ist an der Warschauer Börse seit dem 15. März 2024 im polnischen Mittelwerteindex mWIG40 notiert.

## Geschichte
Im Jahre 1990 gründeten Grzegorz Baszczyński, Sławomir Wiesławski, Mariusz Rejmanowski und Sławomir Wysmyk Rainbow Polska Sp. z o.o., ein Unternehmen, das sich auf den Bustransport nach London spezialisiert hatte. 1991 wurde von Remigiusz Talarek und Tomasz Czapla die Firma Globtroter s.c., gegründet, die 1996 in die Firma Globtroter Sp. z o.o. umgewandelt wurde. Im Jahre 2000 fusionierten diese beiden Firmen. Das neue Unternehmen begann seine Tätigkeit unter dem Namen Rainbow Polska Sp. z o.o. unter dem Handelsnamen Rainbow Tours. Im Jahre 2004 wurde diese in eine Aktiengesellschaft umgewandelt. Der Börsengang fand im Jahre 2007 statt. 2014 fanden erste direkte Langstrecken-Charterflüge nach Varadero, Cancún und Bangkok statt. 2024 wurde das neue Treueprogramms Bumerang eingeführt, mit dem die Kunden umso mehr Geld zurückerhalten, je öfter sie reisen.

## Aktionärsstruktur
| Aktionär                           | Anteil am Grundkapital |
| ---------------------------------- | ---------------------- |
| Sławomir Wysmyk                    | 11,54 %                |
| Nationale-Nederlanden PTE S.A.     | 13,49 %                |
| Flyoo Sp. z o.o.                   | 05,88 %                |
| Aironi Quattro Familienstiftung    | 04,81 %                |
| Stiftung der Familie Elephant Rock | 04,81 %                |
| Generali PTE S.A.                  | 07,51 %                |
| Streubesitz                        | 51,96 %                |